# Sphegigaster schauffi
Sphegigaster schauffi är en stekelart som beskrevs av Heydon 1992. Sphegigaster schauffi ingår i släktet Sphegigaster och familjen puppglanssteklar. Inga underarter finns listade i Catalogue of Life.